# برگ‌شاخه

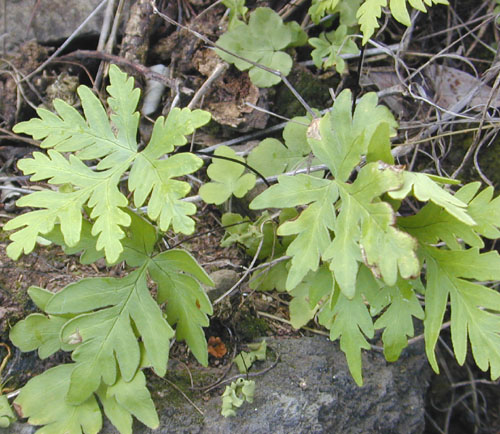
برگ‌شاخه‌های یک گیاه سرخس، گونه Dryopteris decipiens.

برگ‌شاخه (انگلیسی: Frond) اصطلاحاً به برگ‌های بزرگ و تقسیم‌شده گفته می‌شود و بیشتر برای سرخس‌ها بکار می‌رفته اما امروزه به برگ‌های نخل و پایانخل‌ها هم برگ‌شاخه می‌گویند.
برخی از گیاه‌شناسان این اصطلاح را تنها برای گروه سرخس‌ها استفاده می‌کنند، اما گیاه‌شناسان دیگر مجاز می‌دانند که اصطلاح برگ‌شاخه برای برگ‌های بزرگ نخل، سرخس نخلی و همچنین انواع گیاهان گلدار مانند میموسا و سماق نیز به‌کار برود.